# Кающаяся Магдалина (картина Тициана)
«Кающаяся Магдалина» — картина, написанная около 1531 года итальянским художником Тицианом Вечеллио, датируемая примерно 1531 годом, с подписью «TITIANUS» на сосуде с миро в нижним левом углу. В настоящее время картина находится в Зале Аполлона дворца Питти во Флоренции.

## История создания
Исторические сведения о картине путаны из-за существования нескольких копий и вариантов, из которых флорентийская считается самой старой и чувственной.
Картина была заказана герцогом Мантуи Федерико Гонзага для знаменитой поэтессы Виттории Колонны (1490—1547). Однако принято считать, что Виттория подарила «Магдалину» Элеоноре Гонзага, так как она была найдена в коллекции её сына Гвидобальдо II делла Ровере в 1631 году. Колонна, образованная и набожная женщина, была поражена стилем изображения Магдалины у Тициана, хотя Магдалина на картине Тициана изображена очень чувственно. Сияющий вид Магдалины на тёмном фоне, как будто её свет исходит изнутри, заставил Колонну поверить, что Магдалина «светится своей пламенной страстью к Христу».

## Описание и анализ
На фоне, напоминающем свинцовое небо и заросли кустарника, Магдалина изображена в полуростовой позе возле сосуда с миро, что безошибочно позволяет узнать в ней святую. Она пылко смотрит на небо и прикрывает своё обнаженное тело длинными волнистыми шелковистыми светлыми волосами. Но волосы не столько закрывают, сколько усиливают её чувственность. Таким образом, это, безусловно, произведение для культурного частного покровителя, которое, вероятно, хранилось под покровом или в комнатах с закрытым доступом.
Тема Марии Магдалины, грешницы и падшей женщины, возвращённой Иисусом на путь добродетели, была очень популярна в XVI веке, позволяя художникам сочетать эротику и религию, не навлекая на себя обвинений и скандалов. На картине Тициана она изображена в момент восторга и глубокого раскаяния, со слезами на глазах (имеется в виду, что она омыла ноги Иисуса и вытерла их своими волосами) и вознесённым к небу взглядом. Как отмечает Джорджо Вазари, её нагота относится к средневековой легенде о том, что её одежда распалась за тридцать лет, которые она провела в пустыне после вознесения Иисуса. Действительно, на большинстве многочисленных изображений этого сюжета в искусстве Магдалина изображена вообще без одежды или только в свободном одеянии, как в более поздней трактовке Тициана. Согласно популярным произведениям, таким как «Золотая легенда», она провела свои последние годы обнаженной и одинокой в отшельническом скиту в горах Прованса, питаясь лишь пением ангелов, которые посещали её ежедневно. Таким образом, отсутствие одежды символизирует её отказ от драгоценностей, золота и мирских благ ради веры в Христа. Кроме того, золотистые волосы, плотное тело и полные губы Магдалины соответствуют стандартам красоты эпохи Возрождения.
В конце Средневековья возникла традиция, согласно которой она отрастила «костюм» из волос по всему телу, за исключением лица, рук и ног. Считается, что эта традиция возникла в литургической драме и часто изображается в южногерманском искусстве. Манера изображения Тициана достигает схожего эффекта и вполне может напоминать о немецкой обработке сюжета.